# Хатиса
Хатиса (Йота Оріона, ι Ori, HD37043) — хімічно пекулярною зорею спектрального класу B4 й має видиму зоряну величину в смузі V приблизно 7,2.
Вона знаходиться у сузір'ї Оріона й розташована на відстані біля 1340 світлових років від Сонця.

## Пекулярний хімічний вміст
Хатиса належить до хімічно пекулярних зір із пониженим вмістом гелію. У її зоряній атмосфері спостерігається нестача гелію порівняно з його вмістом в атмосфері Сонця.

## Магнітне поле
Спектр даної зорі вказує на наявність магнітного поля у її зоряній атмосфері. Напруженість повздовжної компоненти поля, оціненої з аналізу, становить  315,7± 580,6 Гаус.

## Зовнішні посилання
- Астрономи спостерігають почергові роззирення й стикання зорі Йота Оріона [Архівовано 11 березня 2017 у Wayback Machine.] (рос.)